# Alberto Canapino
Alberto Canapino (Arrecifes, Provincia de Buenos Aires, 23 de mayo de 1963-Buenos Aires, 15 de febrero de 2021) fue un preparador de automóviles de competición argentino, reconocido por su actividad a nivel nacional en las diferentes categorías de automovilismo de su país. Fue reconocido en el ámbito del deporte motor argentino, gracias a los múltiples títulos obtenidos por pilotos que compitieron sobre automóviles que contaron con su preparación, en particular en Turismo Carretera y TC 2000.
Su trabajo se basaba en la preparación de chasis de automóviles de competición para las categorías Turismo Carretera y TC 2000. Precisamente en la primera, obtuvo nueve títulos alistando las unidades de Juan María Traverso, Guillermo Ortelli y Juan Manuel Silva entre otros. A su vez, también colaboró en el equipo Berta Motorsports, múltiple campeón de TC 2000 y brindó su atención a pilotos como Omar Martínez o Guillermo Maldonado entre otros. Su trabajo fue altamente reconocido, habiendo sido uno de los chasistas más requeridos del ambiente automotor. También, era reconocido por ser el padre del piloto Agustín Canapino, a quien atendió su unidad con la cual se proclamó campeón de los torneos de 2010, 2017, 2018 y 2019 del Turismo Carretera. Asimismo, fue chasista exclusivo de las escuderías HAZ Racing Team y JP Racing de TC, llegando en esta última a hacerse cargo de la preparación de los automóviles del equipo oficial Chevrolet Elaion de TC 2000. Regenteaba su propio equipo de competición, habiendo cobijado bajo su estructura a los equipos Jet Racing de Turismo Carretera y Edimax Racing de TC Mouras y Pista Mouras.

## Biografía

### Primeros años y vida personal
Alberto Canapino nació en Arrecifes, ciudad con gran tradición automovilística, hijo de Alberto Luís (1936-2021) y Marta (1942-2020), desde muy chico se interesó en el automovilismo y la preparación de motores, influenciado por el hecho de que su padre se dedicó a la preparación de motos, kartings y automóviles. Se recibió como técnico electromecánico en la Escuela Técnica de Arrecifes. Empezaría sus estudios en la Facultad de Ingeniería Mecánica de la UBA, pero ingresando al cuarto año, decidió cancelarlos para dedicarse a la preparación y construcción de automóviles de competición.
Entre sus relaciones personales, estaba casado con Claudia, con quien tuvo cuatro hijos, entre ellos su hijo mayor Agustín, el cual es piloto de automovilismo, siendo hasta la fecha el piloto activo con mayor cantidad de títulos ganados con 14 campeonatos repartidos entre Turismo Carretera (4), Top Race V6 (7), Súper TC 2000 (1), TC Pista (1) y Copa Mégane (1). Además, Agustín tiene el récord de ser el piloto más joven en salir campeón del TC con 20 años. Su segundo hijo, Matías, también es piloto y comenzó a seguir los pasos de su hermano en el año 2016, debutando en la Top Race Junior y que actualmente se encuentra compitiendo en el TC Pista.

## Trayectoria

### Inicios (1982-1986)

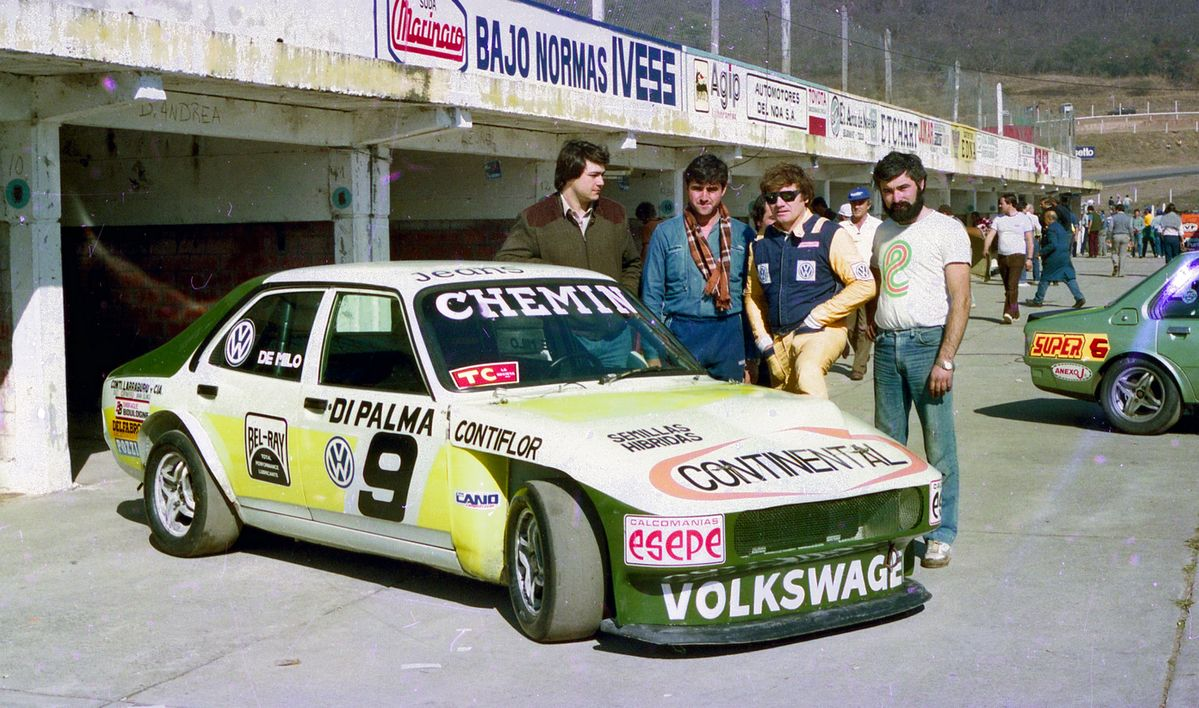
Canapino junto a Di Palma en Salta durante la temporada 1986.

Alberto Canapino inicia sus actividades en la preparación de vehículos de competición en 1982, preparando una motocicleta marca Honda de 100 cc con la que compitió en el Campeonato Argentino de Velocidad de 125 cc. A su vez, diseña un sistema de suspensión para monoplazas para implementar en categorías zonales de su Arrecifes natal.
En 1985, luego de un mes trabajando en su taller, el piloto Luis Rubén Di Palma lo convoca para reemplazar a Miguel de Guidi en la preparación de su Volkswagen 1500 para la segunda mitad de la temporada 1985 del TC 2000, siendo esta su primera incursión en el deporte motor nacional. En el inicio de la temporada 1986, Di Palma, con Alberto encargado de la atención del motor y chasis de un nuevo VW 1500, debuta con victoria en Balcarce, la cual lo da a conocer en el universo automotor. En ese año, incursiona por primera vez en el Turismo Carretera, preparando un motor para una Dodge GTX de la Autopeña Tapiales (que había sido piloteada por Di Palma), disputando una competencia en Nueve de Julio con Carlos Marincovich al volante.

### Primer proyecto con Oreste Berta (1987)
En 1987 se integra al proyecto de Fórmula 3 internacional dirigido por Oreste Berta, a quien había conocido mediante Di Palma. Se desempeñó como asistente de diseño y desarrollo de un monoplaza que fuera llevado a las pistas europeas por el piloto Víctor Rosso.

### Berta Sport, primeros títulos y Fórmula 3 Alemana (1988-1989)

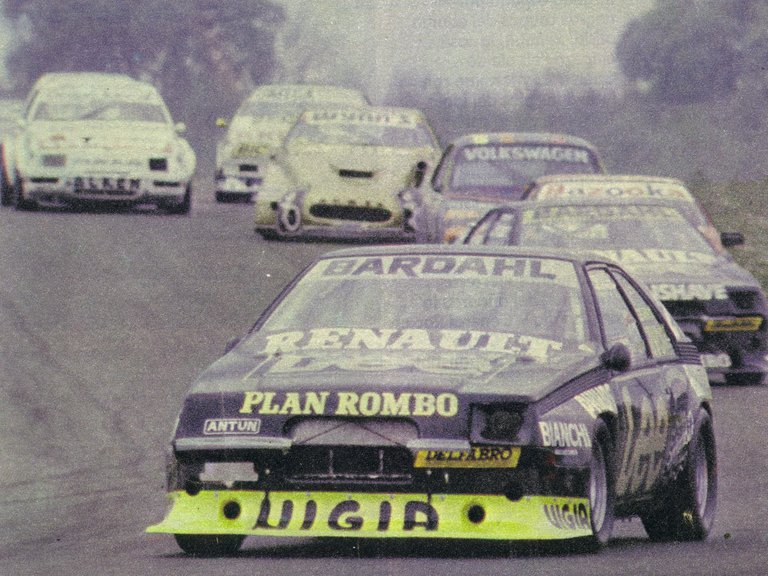
Traverso en su coupé Fuego en una competencia disputada en Concordia durante la temporada 1988.

Para 1988, continúa ligado a Berta, pero en esta oportunidad trabajando en el equipo Berta Sport de TC 2000, encargándose de la atención de las unidades Renault Fuego con las que compitieron Juan María Traverso y José Luis Di Palma. En este período, Traverso obtuvo el título del año 1988 y Canapino fue ascendido a Director Técnico para la temporada 1989, en la cual ingresó al equipo Miguel Ángel Guerra, un piloto con un corto paso por la Fórmula 1. Ese año el equipo se consagra nuevamente, esta vez con Guerra como campeón y Traverso como subcampeón.
Canapino emigró hacia Europa, donde trabajó como diseñador en la escudería Eufra Racing de la Fórmula 3 Alemana. Con Rosso como piloto, disputó parte de la temporada 1989. Su trabajo en esta empresa duró hasta diciembre de ese año, ya que decidió regresar al país para presenciar el nacimiento de su primer hijo, Agustín. A su vez, también a finales de ese año, recibió una propuesta para trabajar como ingeniero en la escudería Opel Team Schübel (representante oficial de Opel) del DTM para la temporada 1990, pero finalmente la propuesta quedó desechada.

### Regreso a las categorías Argentinas

#### Consultor de Bini Competición y Turismo Nacional (1990-1991)
Reinició sus actividades en Argentina uniéndose a la escudería Bini Competición del Turismo Competición 2000, donde trabajó como consultor externo para el desarrollo de motores de Ford Sierra. Al mismo tiempo, desarrolló en su propio taller una unidad Renault 18 del Turismo Nacional para el piloto Julio César Catalán Magni.

#### Vueltas al TC y TC 2000 (1992-1994)
Tras las buenas actuaciones en el TN, es nuevamente es convocado por un equipo oficial de TC 2000, al ser contratado por la Comisión de Concesionarios Volkswagen, para desarrollar el modelo Volkswagen Carat, con el cual el piloto Guillermo Maldonado representó a la marca en el campeonato de 1992. Este modelo fue sustituido en la octava fecha de esa temporada por un Volkswagen Gol, con el cual lograron un triunfo y dos podios terminando la temporada en el octavo puesto. Al mismo tiempo, retomó sus actividades en el Turismo Carretera, atendiendo los Chevrolet de Luis Minervino y Roberto Urretavizcaya y el Ford Falcon de Fabián Acuña para el campeonato de ese año. Bajo su atención, Minervino obtuvo dos triunfos (Nueve de Julio y Buenos Aires) y Acuña uno (San Lorenzo).
Para la temporada 1993 del TC 2000, decide emprender su propio proyecto como equipo particular, alistando un Volkswagen Gacel para el piloto Miguel Ángel Guerra. Al mismo tiempo, su trabajo continua en el TC, recibiendo solicitudes de varios pilotos.

### Equipos Peugeot y Chevrolet de TC 2000 y Equipo OCA de TC (1994-1997)

#### Año difícil (1994)
En este año, la marca francesa Peugeot lo contrata para iniciar el proyecto del equipo oficial de TC 2000 para disputar el campeonato de 1994, convocando como pilotos a Juan María Traverso y Miguel Ángel Guerra. Canapino también convoca al ingeniero Guillermo Cruzzetti como asistente técnico, y con quien iniciaría una sociedad que duraría 27 años. Al mismo tiempo, se suma al equipo OCA de Traverso en el TC para trabajar en la preparación de su unidad Chevrolet Chevy. En su año debut con esta marca, Traverso obtuvo dos triunfos, culminando el torneo en sexto lugar. Mientras que en el TC 2000, el equipo tiene un año con resultados negativos, terminando Traverso en el puesto 13 y Guerra en el 19.

#### Doble corona (1995)
El año 1995 es el segundo año de Canapino encarando dos frentes, ya que además de continuar contratado por el equipo oficial Peugeot de TC 2000, continuó al frente de la preparación del Chevy de TC de Traverso y de Minervino. En ambos frentes consolidó su sociedad con el preparador de motores Jorge Pedersoli, con quien ya venía trabajando en el TC y que por recomendación de Traverso se sumaba al equipo Peugeot, y con Alberto Scarazzini como director deportivo en ambos equipos, conformando de esta manera un equipo único para las dos competencias. En este mismo año, el tridente Traverso-Canapino-Pedersoli se llevó la histórica Doble Corona del automovilismo argentino, al proclamarse campeones tanto en TC con Traverso (5 victorias), como en TC 2000 también con Traverso (8 victorias) y con Guerra finalizando en el sexto lugar. Al mismo tiempo, Canapino sumó un lauro más al quedarse Luis Minervino con el subcampeonato de TC, recibiendo sus servicios en el chasis.

#### Consolidación (1996)
El año 1996 es el año de consolidación de la sociedad entre Canapino, Pedersoli y Traverso. A pesar de la obtención del título, para esta temporada, Peugeot se retira del TC 2000 como equipo oficial, dejando al equipo bajo responsabilidad exclusiva de Canapino. Ese año, Traverso pelea el campeonato con Ernesto Bessone II del Esso Competición, el cual termina saliendo campeón al volante de un Ford Escort Ghia con Oreste Berta como director deportivo, mientras que el "Flaco" termina como subcampeón y Guerra finaliza cuarto. Por el lado del Turismo Carretera se repitió la fórmula con Traverso al volante, Canapino en el chasis y Pedersoli en los motores del Chevrolet, logrando por segundo año consecutivo el título de campeones así como también un nuevo subcampeonato con Minervino.

#### Equipo oficial Chevrolet de TC y TC 2000 y salida del Equipo OCA (1997)
Luego de su paso por Peugeot, Canapino desembarca para la temporada 1997, en el novel equipo oficial Chevrolet Eg3 de TC 2000, para hacerse cargo de la puesta en pista de los modelos Chevrolet Vectra II y llevando a Guillermo Ortelli y Luis Minervino al mando de dichas unidades. El piloto de Salto culminaría el torneo en tercer lugar, obteniendo 7 podios consecutivos y una victoria en la penúltima fecha en el GP de Rafaela. Por su parte, en el Turismo Carretera encabeza un nuevo proyecto con el apoyo oficial de General Motors de Argentina y Eg3, poniendo en pista dos Chevrolet Chevy para Luis Minervino y la flamante incorporación Guillermo Ortelli. En contraposición a ello, Juan María Traverso prescindió de sus servicios a principios de temporada por distintos desacuerdos siendo reemplazado por Christian Ávila. A final de temporada, Minervino termina tercero en el campeonato y Ortelli en la decimoprimera colocación con una victoria cada uno, mientras el "Flaco" conseguía su tercer título consecutivo en la categoría.

### Primer título con Guillermo Ortelli (1998)
Tras el retiro de Chevrolet como equipo oficial de TC 2000, Canapino centró su trabajo en el Turismo Carretera, donde prestó su atención al Chevrolet Chevy de Guillermo Ortelli y donde nuevamente confluyó con Jorge Pedersoli, quien también siguió ligado a Traverso. En esta temporada Ortelli obtiene el título de manera ajustada sobre Emilio Satriano y Traverso, logrando el primero de sus siete títulos de TC y uno más para la dupla preparadora Canapino-Pedersoli.

### Equipo Chrysler de TC 2000 y trabajo con Omar Martínez en el TC (1999-2001)

#### Año difícil con Chrysler y subcampeonato en TC (1999)
Vuelve a trabajar en el TC 2000 al ser contratado junto a Alberto Scarazzini como Director Técnico del equipo oficial Chrysler TC 2000 para disputar el campeonato del '99, poniendo en pista dos modelos Chrysler Neon para Ernesto Bessone II (que finalizó en el puesto once) y Pablo Peón (decimosexto), con apenas una victoria de "Tito" en la segunda carrera de la primera fecha en Alta Gracia. Por otra parte, en el TC continuó ligado a Guillermo Ortelli aunque también comenzó a trabajar junto al entrerriano Omar Martínez, quien terminó quedándose con el subcampeonato en una apretada y controversial definición con Traverso, mientras que el de Salto finalizó séptimo.

#### Nuevo subcampeonato en TC y otro año pobre con Chrysler (2000)
La principal novedad para la temporada 2000, fue su desvinculación del equipo de Guillermo Ortelli quien pasó a recibir los servicios de Sandro Crespi en el Turismo Carretera, y con el cual obtuvo su segundo título. A pesar de ello, continuó ligado a Omar Martínez consiguiendo nuevamente el subcampeonato detrás de Ortellii. Por otra parte, continuó ligado al equipo oficial Chrysler, presentando en pista la segunda generación del modelo Chrysler Neon, pero sin obtener los resultados esperados, con Bessone finalizando la temporada nuevamente en el decimoprimer puesto con una única victoria en el GP de Rafaela y Peón en el veintiuno.

#### Tercer subcampeonato consecutivo (2001)
Para este año, vuelve a centrar sus esfuerzos en el Turismo Carretera para disputar el campeonato del 2001, acompañando a Omar Martínez y atendiendo también el Chevrolet de Claudio Bisceglia. Por tercera vez consecutiva, el "Gurí" se queda con el subcampeonato, mientras que Bisceglia logró su primer triunfo en la categoría, al llevarse la última fecha corrida en Río Gallegos. Con 25 puntos en juego, Martínez llegaba a la última fecha con 15 puntos de ventaja sobre Ortelli y se perfilaba como el principal candidato para llevarse el título a pesar de haber perdido puntos en la fecha anterior en Olavarría por una sanción tras una maniobra antideportiva. El de Salto largaba la competencia final en la primera fila junto a Bisceglia mientras que el entrerriano largaba desde la cuarta fila junto a Christian Ledesma. Durante la competencia, en la vuelta 5, el "Gurí" se encontraba en el 9° puesto detrás de Marcos Di Palma, quien tenía un ritmo lento y le complicaba la carrera. Debido a esta situación, "Tito" Bessone y Carlos Arrausi aprovecharon para superarlo, quedando en el 10.º puesto, mientras que Ortelli rodaba segundo detrás de Bisceglia con la necesidad de ganar y esperar que Martínez termine del décimo puesto para abajo para salir campeón. En la vuelta 8, el entrerriano (rodando 9°) intentó pasar a Bessone, quien había sido superado por Di Palma, pero debido a que no tenía suficiente espacio terminó golpeando a su Dodge en la rueda trasera izquierda y luego tuvo un despiste en una curva quedando en el 19.º puesto, además de ello recibió un stop and go por boxes debido al incidente con Bessone.
Martínez eventualmente terminaría la carrera en el 21° puesto, quedando de esta manera en la segunda colocación en la tabla del campeonato, por lo que el entrerriano terminaría como subcampeón por tercera temporada consecutiva, mientras que Ortelli se consagraría campeón por segundo año consecutivo.
La definición del campeonato marcaría un antes y un después en la relación de Canapino con Omar Martínez de quien se separaría a principios de 2002 tras muchos rumores. Por otro lado, también se reforzaría la rivalidad del "Gurí" con Di Palma, con quien tuvo cruces dentro de la pista y fuera de ella, y con Ortelli, con quien tuvo a lo largo de los años una rivalidad más profesional.

### Segundo título con Ortelli y nuevo proyecto (2002)
Este año, Canapino pone en marcha un proyecto ampliamente abarcador, en el cual comenzaría a asesorar técnicamente a varios pilotos del TC. Seguiría con Claudio Bisceglia (Chevy) y volvería a trabajar con Guillermo Ortelli (Chevy), también asesoraría a Rafael Verna (Falcon), Julio Catalán Magni (Falcon), Ariel Pacho (Dodge), Ricky Joseph (Chevy) y Oscar Rama (Torino). El campeonato de 2002 del TC vería a Canapino nuevamente campeón junto a Jorge Pedersoli y a Guillermo Ortelli, quien finalizaría el año por delante de Omar Martínez (4° subcampeonato consecutivo) y con una victoria y cuatro podios. Bisceglia terminaría en la 31° colocación, mientras que el "Tabo" Verna finalizaría en el 12° puesto, Catalán Magni en el 17°, Pacho en el 38°, Joseph en el 49° y Rama en el 34°.
En paralelo a su actividad en el automovilismo, Canapino lanza de forma exclusiva su primer curso de educación a distancia, denominado Canapino E-learning, con el cual el preparador vuelca todo su conocimiento y experiencia a través de la Internet, mediante su página web.

### JP Racing y vuelta al TC 2000 (2003-2006)

#### Año positivo (2003)
Su trabajo en el TC se multiplica, con la llegada de nuevos pedidos por parte de pilotos para conseguir hacerse de su asesoramiento en pista. Para la temporada del 2003 empezaría junto a Guillermo Kissling su trabajo con Juan Manuel Silva del naciente JP Racing. Tres de sus autos, finalizarían este año en el top ten del torneo: Guillermo Ortelli (Chevy) tercero, "Pato" Silva (Falcon) sexto y Ariel Pacho (Torino) noveno.
El vigente campeón, empezó la temporada con una victoria bajo la lluvia en Mar de Ajó, y luego fue victorioso en las 100 Millas de Rafaela, competencia en la cual los autos de Canapino fueron protagonistas. Finalmente Ortelli terminaría la temporada con un total de dos victorias y dos podios.
El "Pato", por el otro lado, finalizaría el año con cuatro podios y una destacable victoria en la histórica carrera número mil del TC celebrada en el autódromo de Paraná.
Este año también empezaría a trabajar en el chasis de la Dodge de Norberto Fontana (con Omar Wilke como motorista), el cual finalizaría el campeonato en el 22° puesto.

#### Subcampeonato con Silva y desvinculación de Ortelli (2004)
Para la temporada 2004, Alberto se encuentra atendiendo a una gran variedad de pilotos. Bajo su atención, el Ford del "Pato" Silva de la escudería JP Racing, obtiene el subcampeonato finalizando detrás de Omar Martínez. Aunque sin victorias, obtuvo cinco podios y realizó un campeonato muy regular.
Por el otro lado, Ortelli empezó el año con una nueva victoria en Mar de Ajó y se encontró liderando el campeonato durante las primeras cuatro fechas. Sin embargo, con el correr de las fechas tendría un andar muy irregular por lo que en agosto de ese año se terminaría desvinculando de Canapino para reemplazarlo con Edgardo Fernández, con quien trabajaba en ese momento en el EF Competición del TC 2000. Ortelli finalizaría ese año en el 5° puesto del campeonato.
Fontana terminaría en un destacado tercer puesto con dos podios y consiguiendo sus primeras tres victorias en la categoría, la primera en la sexta fecha en Río Cuarto, mientras que las otras dos llegarían en las dos últimas fechas, en La Plata y en el  autódromo de Río Gallegos, circuito donde había debutado el año anterior.
Este año, también firmaría un importante convenio de cooperación con la Universidad Tecnológica Nacional de General Pacheco, para la creación de un curso sobre preparación de automóviles de competición. Este curso, previó la construcción de un Turismo Carretera. Esta facultad luego competiría con su propia estructura en la categoría Top Race Junior, siguiendo con el trabajo iniciado por Canapino.

#### Vuelta al TC 2000 y título de TC con Silva (2005)
Finalmente, luego de haber peleado el título el año anterior, el piloto Juan Manuel Silva consigue alzarse por primera vez con el campeonato a bordo del Ford Falcon del JP Racing, recibiendo la atención de Alberto Canapino. Volvería a desembarcar en el TC 2000 para disputar la temporada de ese año, atendiendo las unidades Chevrolet Astra de Mariano Altuna y Esteban Tuero de la escudería Edival Racing Team.
Por otro lado, este año, comenzaría a moldear la carrera deportiva de su hijo mayor, Agustín Canapino, a quién le prepararía un Renault Mégane para competir en la monomarca Copa Mégane, categoría telonera del TC 2000.

#### Bicampeonato (2006)
Continúa ligado al equipo JP Racing, brindándole asesoramiento a sus unidades. Para este año se suma al equipo Norberto Fontana, con Alberto como mediador en su contratación. El campeonato del 2006 vería a Fontana campeón por primera vez en la categoría a bordo del Dodge Cherokee en su cuarto año en la misma. Por el otro lado, Canapino obtendría su bicampeonato de manera personal. A su vez, también seguiría ligado al Edival Racing Team de TC 2000, donde su director Rubén Valsagna lo nombraría Director Técnico. Este trabajo, terminaría posicionando a la escudería como el mejor equipo privado del torneo.

### HAZ Racing Team (2007-2008)

#### Nuevo título y desvinculación del JP (2007)
Sigue trabajando como asesor de diferentes pilotos del Turismo Carretera, siendo al mismo tiempo contratado por el equipo HAZ Racing Team en el cual volvió a trabajar con el motorista Jorge Pedersoli y con Alberto Scarazzini, quienes tuvieron a su cargo la atención del Chevrolet Chevy de Christian Ledesma para disputar la temporada 2007. La hegemonía ejercida por el piloto marplatense terminó decretando el primer título de campeón, tanto para él como para su escudería. De esta manera, Canapino obtuvo un nuevo título como preparador en el TC, mientras que la dupla preparadora conformada con Pedersoli volvió a proclamarse luego de 5 años. Mientras tanto, el preparador se terminaría llevando otra alegría, con la obtención del título de campeón de Copa Mégane de su hijo Agustín Canapino, quien se consagró a bordo de un Renault Mégane preparado por Alberto. Agustín también debutaría en el TC 2000 con un Chevrolet Astra número 25 del Edival Team (equipo donde trabajaba Alberto) en el Gran Premio de San Luis.
Una situación sucedida ese año, fue un pedido de asesoramiento técnico solicitado por la escudería Transnet Racing Team de la Serie Busch de la NASCAR, con el fin de desarrollar una unidad para el estreno del equipo en la serie NEXTEL, la principal categoría de la NASCAR. Al mismo tiempo, la escudería HAZ recibió el aprobado de parte de los directivos de esta categoría de Estados Unidos para desarrollar íntegramente en Argentina un vehículo para competir en dicha categoría.
Otro logro en este año, fue un acuerdo al que arribó tras la firma de un convenio con el Instituto de Automovilismo Deportivo (IAD), para la creación de la carrera de construcción y preparación de automóviles de competición, el cual es dictado en cursos presenciales o a distancia, vía Internet. Para septiembre, confirmó su desvinculación del JP Racing, equipo en el que asume la dirección técnica el ingeniero Guillermo Kissling.

#### Incursión en el Top Race y título de TC Pista (2008)
Para el 2008 es contratado por el Sportteam del Top Race V6 para atender los Mercedes-Benz Clase C de Christian Ledesma y Leandro Carducci.
En el TC continúa ligado al HAZ como Director Técnico, aunque al mismo tiempo se encargó de la atención de unidades de otros pilotos, entre ellos el de Marcos Di Palma. Para la temporada 2008, el HAZ sería la escudería que más autos pondría en pista con ocho, contratando a pilotos como Ezequiel Bosio, José María López, Diego De Carlo (los tres con Chevy), Diego Aventín, Juan Bautista De Benedictis, Juan Pablo Gianini (con Falcon) y Ariel Pacho (Torino). Mientras que Emiliano Spataro y José Ciantini se sumarían a mitad de temporada, ambos con Chevrolet.
Este año se sumaría al equipo su hijo Agustín, quien debutó en la categoría TC Pista al volante de un Chevrolet con motorización de Luis Minervino. Alberto junto a su hijo, volvería a sumar un nuevo título a su palmarés, con la obtención del título de ese año por parte de Agustín, sumando durante el mismo dos victorias (Termas de Río Hondo y en La Plata) y cuatro podios.
En agosto, empezó a rumorarse que Alberto asumiría como asesor en el Departamento Técnico de la Asociación Corredores de Turismo Carretera (ACTC) para el 2009, rumor que luego él mismo confirmaría también anunciando que se retiraría como preparador. Esta situación desgastaría la relación entre él y los dueños del equipo.

### Salida del HAZ y trabajo con el Dole Racing (2009)
Tras muchos rumores, finalmente se desvincularía del HAZ, siendo reemplazado por Javier Ciabattari. Spataro también saldría del equipo, para formar un equipo propio manteniendo a Alberto como su chasista y a Pedersoli como motorista.
Alejado del equipo HAZ, Alberto Canapino decide rearmar su trabajo al ser contratado por el equipo Dole Racing de TC, equipo que también sumaría con una Chevy a su hijo Agustín, dejando de lado entonces la propuesta de la ACTC. También se encargaría del asesoramiento de varios pilotos. El resultado de este trabajo, fue la obtención de tres podios y la clasificación a los Play-Off finales (también llamados Copa de Oro), culminando en el undécimo lugar del torneo 2009. Además de esto, fue recontratado por la escudería JP Racing como Director Técnico del equipo en el TC 2000, tras la salida de Kissling, quien era el ingeniero de ese equipo.
El Dole Racing también lo contrataría como Director Técnico en la incursión del equipo en el Top Race para disputar la segunda parte del campeonato del 2009.
En noviembre se confirmó que se desvincularía de Spataro.

### Vuelta al JP Racing en el TC (2010)
Inició una nueva temporada como Director Técnico del JP Racing en Turismo Carretera y en el TC 2000. Para el campeonato 2010 del TC, se incorporó al equipo Agustín Canapino, utilizando una estructura satélite y con motorización de "Patita" Minervino. Sin embargo, tras una seguidilla de malos resultados en el TC, Alberto sería reemplazado primero por  por Walter Alifraco en la atención de la Chevy de Christian Ledesma y luego sería desplazado de la atención de la Chevy de Ortelli. Por lo tanto, junto a su hijo Agustín, deciden retirarse de la escudería, en la última fecha de la etapa regular del torneo.
A fin de año, Alberto también se desvincularía del equipo de TC 2000 del JP, siendo reemplazado por Alejandro Venturi.

### Conformación del 3M Racing y nuevo título (2010-2011)

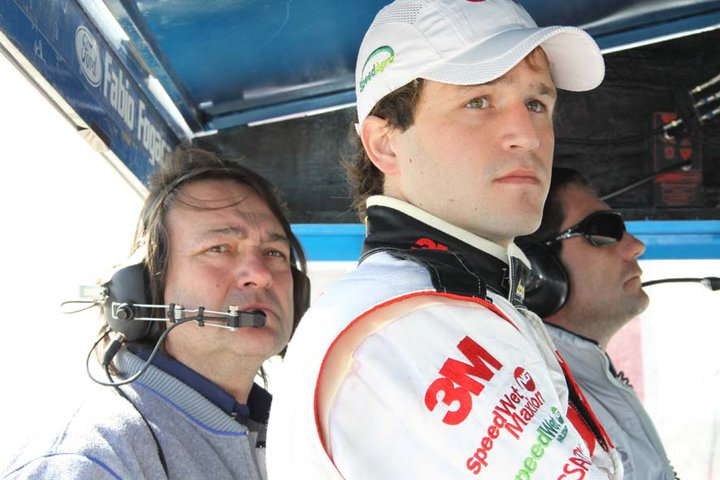
Alberto (izquierda) junto a su hijo Agustín (centro) y Guillermo Cruzzetti (derecha).

Junto al principal patrocinador de Agustín en el TC (la multinacional 3M), Alberto Canapino creó el 3M Racing, equipo con el cual pretendieron no solo disputar las fechas correspondientes a los Play-Off, sino también pelear por el campeonato, con Carlos Laboritto como motorista. El campeonato se decidiría en la última fecha, en el Autódromo Oscar y Juan Gálvez, a la cual llegaba como líder Mariano Werner (Ford) con 80 puntos sobre los 64 de Agustín y 60 de Matías Rossi (Chevrolet) y con 40,5 puntos en juego. A pesar de la ventaja en los puntos, Werner tenía la necesidad de ganar la final para obtener la victoria que lo habilitaba para salir campeón, mientras que Rossi la había obtenido en la fecha anterior. Por el otro lado, Agustín también necesitaba la victoria habilitante, pero con la chance de que si ganaba la final se aseguraba el título.
Luego de ganar su serie (la cual fue la más rápida), empezaría la final desde la primera fila junto a Norberto Fontana. Durante la competencia, el auto de Canapino se mostró firme y lideró las 25 vueltas ganando la final con Werner terminando en el 2° puesto y Fontana en el 3°. De esta manera, Agustín terminó consagrándose como el campeón más joven en la historia de la categoría. Werner por el otro lado, a pesar de que había sido el piloto que más puntos sumó y que terminó en el primer puesto de la Copa de Oro, no pudo obtener el título por no poseer la victoria que lo habilitaba para ello.

#### Año irregular (2011)
Luego del título obtenido, Alberto Canapino apostó a la conformación y consolidación del 3M Racing en su taller (Centro Tecnológico Canapino) con base en su ciudad natal, Arrecifes. Este año también atendería la Chevy de Martín Basso del ahora JC Competición (equipo con el cual formó una sociedad hasta fin de año), y el Torino de Luis José Di Palma del JDP Racing Team en su debut en la categoría.
El inicio de la temporada 2011 del TC vería a Agustín como ganador en la fecha inicial en Mar de Ajó, pero con el correr de las fechas el rendimiento no sería el esperado, terminando el año en el 24° puesto de la tabla.

### Jet Racing (2012-2017)

#### Reunión con Christian Ledesma (2012)
Luego de tener un año negativo, para la temporada 2012 3M decide retirar el patrocinio del equipo, pasando a denominarse nuevamente "Canapino Sports". A principio de año se desvincularía Laboritto como motorista, contratando en su lugar a Juan José Tártara, quien a su vez sería reemplazado por el mismo Laboritto tres fechas más tarde. La temporada comenzaría también con la atención al auto de Martin Basso, quien se desvincularía tras dos fechas disputadas, mientras que Agustín correría hasta la fecha siete, ya que sería contratado junto a Alberto por el Jet Racing (llamado en ese momento JL Kun 16 Carrera). De esta manera volvería a trabajar nuevamente con Christian Ledesma, quien estaba en el equipo desde principio de año. También a partir de junio, Canapino Sport asistiría técnicamente al equipo Catalán Magni Motorsport del TC Pista Mouras con Guillermo Cruzzetti como técnico en carrera y Alberto como asesor de las Dodge del equipo.
En esta temporada de transición, ambos pilotos pilotos clasificarían a la Copa de Oro, con Ledesma (una victoria en Olavarría durante la etapa regular) finalizando en el cuarto puesto y Agustín en el sexto.

#### Año irregular en el TC (2013)
En enero, Alberto anunciaría que para la temporada 2013 del Top Race V6, el Canapino Sport no asesoraría técnicamente a ningún equipo, decisión que tomaría para centrar su trabajo en los autos respectivos autos de su hijo Agustín y Christian Ledesma.
El campeonato del 2013 del TC, vería a los pilotos del equipo tener un año irregular. Ledesma obtuvo una victoria (en el Gálvez) y un podio (tercero en Olavarría) clasificando a la Copa de Oro y finalizando en el puesto 12, mientras que Agustín ganaría en la primera fecha en Mar de Ajó, pero durante el transcurso del campeonato tendría un bajo rendimiento con muchos abandonos sin poder clasificar a la Copa de Oro y finalizando el año en el puesto 24 de la general.

#### Subcampeonato con Ledesma (2014)
El equipo sería protagonista del torneo del 2014, con Ledesma como actor principal con 4 victorias (2 en la etapa regular y 2 en la Copa), clasificando a la Copa de Oro y peleando el título con Matías Rossi, el cual saldría campeón tras dominar la etapa regular y no bajarse del podio durante la Copa de Oro. Agustín por el otro lado, ganaría en la tercera fecha en Junín, y obtendría un podio en Concepción del Uruguay, clasificando a la Copa de Oro mediante el sistema "3 de último minuto" y finalizando decimotercero.
Alberto asumiría como ingeniero de pista y asesor técnico del equipo oficial Peugeot Total del Super TC 2000 para disputar el campeonato de ese año, compartiendo nuevamente equipo con su hijo, el cual había confirmado el año anterior su traspaso desde el equipo Chevrolet.

#### Resultados dispares y salida de Ledesma (2015-2016)

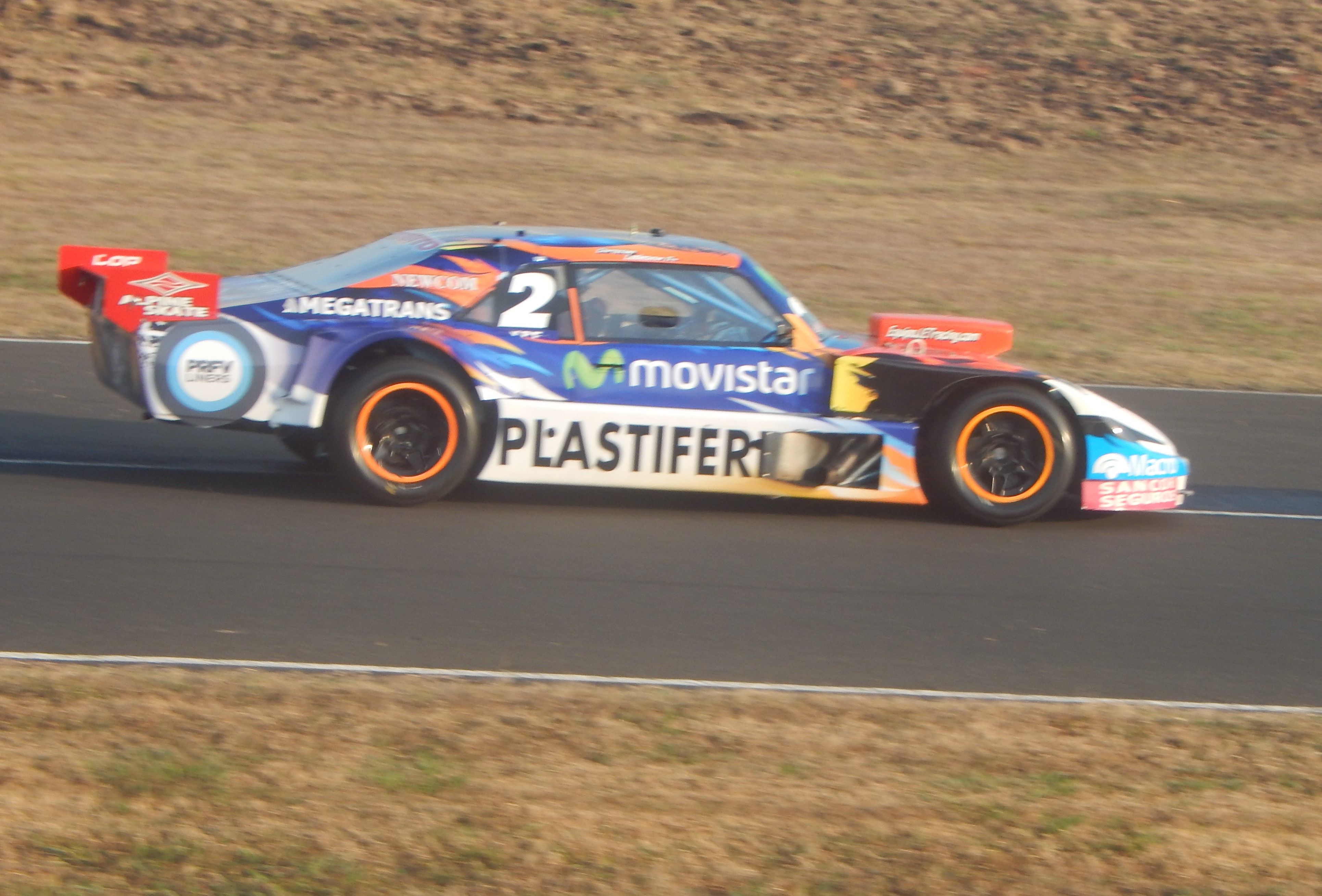
Ledesma durante la novena fecha en Paraná de la temporada 2015 del Turismo Carretera.

En enero, se anunció que Alberto no seguiría vinculado al equipo Peugeot del STC2000. Por el lado del TC, Alberto brindaría asesoramiento a Diego De Carlo del JC Competición.
Para la temporada 2015 del TC, ambos pilotos clasificarían a la Copa de Oro nuevamente, sin embargo Ledesma no podría mantener el gran nivel mostrado en la temporada anterior y terminó el año en la novena colocación sin victorias ni podios. Agustín tendría un rendimiento más parejo finalizando la Copa de Oro en el quinto puesto con cuatro podios y una victoria en Termas de Río Hondo. Este año se resalta que la categoría estrenó los nuevos motores multiválvulas.
En diciembre de ese año se anunció que Ledesma se desvincularía del Jet Racing para incorporarse con la Chevy construida por Alberto al Sprint Racing, por lo que el equipo quedaría con Agustín Canapino como único piloto para el torneo del 2016. En el mismo Agustín obtendría una victoria en la segunda fecha en Neuquén, tendría un año con resultados irregulares pero clasificaría a la Copa de Oro finalizando el año en el sexto puesto. A partir de la fecha diez se sumó al equipo Diego De Carlo con una Chevy, quien finalizó el año en el puesto 37 de la general sin clasificar a la Copa de Oro.

### Equipo propio y sexta etapa en el STC2000 (2018-2021)

#### Chevrolet YPF (2020-2021)
Se produjo el regreso de Alberto Canapino al equipo oficial Chevrolet YPF Elaion de Súper TC 2000 para ocupar la dirección técnica de la escudería Pro Racing con base en Villa Carlos Paz, junto a los pilotos Agustín Canapino y Bernardo Llaver.

### Fallecimiento
Falleció el 15 de febrero de 2021, en la Ciudad de Buenos Aires. Desde el 3 de febrero se encontraba internado en una clínica debido a un cuadro de neumonía relacionado con el COVID-19, el cual se terminó agravando causándole la muerte. Era padre de Agustín, piloto de automovilismo y múltiple campeón de TC entre otras categorías, y de Matías, piloto de TC Pista.

## Palmarés como preparador
| Año      | Categoría         | Piloto              | Equipo                       | Vehículo        |
| -------- | ----------------- | ------------------- | ---------------------------- | --------------- |
| 1988     | TC 2000           | Juan María Traverso | Berta Motorsport             | Renault Fuego   |
| 1989     | TC 2000           | Miguel Ángel Guerra | Berta Motorsport             | Renault Fuego   |
| 1995     | Turismo Carretera | Juan María Traverso | OCA Traverso Competición     | Chevrolet Chevy |
| 1995     | TC 2000           | Juan María Traverso | Peugeot Sport                | Peugeot 405     |
| 1996     | Turismo Carretera | Juan María Traverso | OCA Traverso Competición     | Chevrolet Chevy |
| 1998     | Turismo Carretera | Guillermo Ortelli   | Canapino Sport               | Chevrolet Chevy |
| 2002     | Turismo Carretera | Guillermo Ortelli   | Guillermo Ortelli Motorsport | Chevrolet Chevy |
| 2005     | Turismo Carretera | Juan Manuel Silva   | JP Racing                    | Ford Falcon     |
| 2006     | Turismo Carretera | Norberto Fontana    | JP Racing                    | Dodge Cherokee  |
| 2007     | Turismo Carretera | Christian Ledesma   | HAZ Racing Team              | Chevrolet Chevy |
| 2007     | Copa Mégane       | Agustín Canapino    | Pfening Competición          | Renault Mégane  |
| 2008     | TC Pista          | Agustín Canapino    | HAZ Racing Team              | Chevrolet Chevy |
| 2010     | Turismo Carretera | Agustín Canapino    | 3M Racing                    | Chevrolet Chevy |
| 2017     | Turismo Carretera | Agustín Canapino    | Jet Racing                   | Chevrolet Chevy |
| 2018     | Turismo Carretera | Agustín Canapino    | Jet Racing                   | Chevrolet Chevy |
| 2019     | Turismo Carretera | Agustín Canapino    | Speedagro Racing             | Chevrolet Chevy |
| Fuentes: |                   |                     |                              |                 |